# 付加脱離反応
付加脱離反応（ふかだつりはんのう、英: elimination-addition reaction）あるいは縮合反応（しゅくごうはんのう、英: condensation reaction）とは、付加反応と脱離反応が連続して進行する化学反応である。カルボン酸あるいはカルボン酸誘導体からエステルやアミドなどが生成する反応が、代表的な付加脱離反応である。
縮合反応のうち、水分子が脱離する場合を、特に脱水縮合（だっすいしゅくごう）と呼ぶ。
付加脱離反応という場合脱離する原子団（脱離基と呼称される）は付加する原子団と異なる場合を指すので、付加とその逆反応である脱離との平衡反応は付加脱離反応には含めない。また、反応の前後だけを見ると置換と付加脱離は同じように見えるが、両者の違いは反応機構の違いであり、反応中間体として付加体を経由するか否かで識別される。

## 縮合反応
縮合反応とは、2つの官能基からそれぞれ1部分が分離し、それが結合して小さな分子を形成して脱離し、それと同時に2つの官能基の残った部分同士でも結合が生成して新しい官能基が生成する形式の反応である。例えば、カルボキシ基 −COOH とヒドロキシ基 −OH の縮合反応では、カルボキシ基から OH、ヒドロキシ基からは H が分離して結合し、水分子が脱離する。それと同時に残ったカルボキシ基の −CO の部分とヒドロキシ基の −O の部分も結合し、エステル結合 −COO− が生成する。
このような定義が一般的に言われており、これに従えば非常に多くの反応が縮合反応に属することになる。しかし、実際に縮合反応と呼ばれるものは限られている。例えば、フリーデル・クラフツアシル化は芳香族化合物とカルボン酸ハロゲン化物から、ハロゲン化水素が脱離して結合が生成しているので、定義から言えば縮合反応の一種と考えられるが、実際に縮合反応と呼ばれることはめったにない。一方、ベンゾイン縮合のように付加反応の一種と見なせるような反応や、アシロイン縮合のような還元を伴う複雑な反応でも、縮合を冠して呼ばれていることもある。そのため、厳密に定義された用語というよりも、古くから知られている一群の反応に対して伝統的に使われている用語と見なす方が良い。
厳密に定義された語でないため、反応機構的にもさまざまなタイプのものがあるが、付加脱離反応の形をとるものが多い。
モノマーが縮合反応を繰り返して高分子を生成する過程は、重縮合（じゅうしゅくごう）あるいは縮合重合（しゅくごうじゅうごう）と呼ばれる。

## 脱水縮合
脱水縮合とは、水分子が脱離する縮合反応のことである。脱水縮合の逆反応は加水分解である。
脱水縮合は生体内反応（生化学の領域）では普遍的に見られる反応であるが、酸触媒存在下水分子が直接脱離する反応（例えばフィッシャーエステル合成反応）は、他の脱離基を利用する反応よりも反応性に乏しいため、低分子や工業的製法、高分子の縮合の場合に利用される。ただし、精密合成化学においてはあまり汎用されない。
N,N'-ジシクロヘキシルカルボジイミド (DCC) などによるペプチド縮合など、実際には水分子として脱離せず形式的に水が脱離基となっているものも、断らない限りは脱水縮合に含める。
代表的な付加脱離反応を次に示す。
- エステル化反応
- アミド化反応
- アルドール縮合反応